# Osman Bey (essayiste)
Pour les articles homonymes, voir Osman Bey et Bey.
Osman Bey, de son vrai nom Frederick (van) Millingen, qui se faisait également appeler Kibrizli-Zadé, est un écrivain, pamphlétaire et aventurier, ainsi que militaire en tant qu'officier ottoman.

## Biographie
Il est le fils du médecin anglais installé en Turquie Julius Michael van Millingen (1800-1878), et petit-fils de l'historien, numismate et archéologue anglais James Millingen (1774-1845). Ses dates de naissance et de décès ne sont pas connues avec précision.
Frederick Millingen a mené une vie d’errance, s’en prenant tour à tour aux Anglais, à son père, aux Juifs, aux Arméniens, etc. Il est l’auteur de plusieurs livres écrits en français, anglais ou italien, ses livres en allemand étant des traductions. 
Contrairement à ce que prétendait Norman Cohn (Warrant for genocide, the myth of the Jewish world-conspiracy and the Protocols of the Elders of Zion, Londres, 1967 ; trad. fr. Histoire d'un mythe : la "conspiration" juive et les Protocoles des Sages de Sion, Paris, 1967, 1992, p. 61), sans doute mal informé, Millingen (et non « Millinger ») n’était ni juif ni serbe, mais de nationalité britannique (une nationalité qu’il n’a jamais reniée) et peut-être aussi ottomane. Sa famille était fermement attachée au presbytérianisme.
Lui-même s'est converti à l'Islam, à la suite d'une crise personnelle. Par la suite, il deviendra chrétien orthodoxe.
Sa dernière apparition a lieu à Nice en 1901, mais il n’y est pas mort. On ne sait ni où ni quand il est décédé. 

## Thèses
Il critiqua le complot juif, voyant dans ses avatars les déclencheurs de la Révolution française et désigna la franc-maçonnerie comme contrôlée par le judaïsme (thèse judéo-maçonnique). Il fut suivi par Hippolytus Lutostansky dans ses écrits. Dans un essai paru en 1886, il expose une théorie du complot concernant l'assassinat du tsar Alexandre II de Russie.
Son livre La conquête du monde par les juifs fut un livre à succès qui atteignit en 1875 sa septième édition. Il fut traduit en de nombreuses langues: allemand, russe, grec, anglais, danois, italien, et souvent réédité.
Norman Cohn et Cesare De Michelis voient dans ce livre un précurseur du célèbre pamphlet antisémite Les Protocoles des Sages de Sion.

## Publications
en français
- Les Femmes en Turquie (Paris, 1878)
- La Turquie sous la règne d'Abdul-Aziz (Bruxelles et Paris, 1868)
- La Conquête du monde par les Juifs (Bâle, 1873, rééd. 1887)
- Les Anglais en Orient, 1830-1876 : vraie version de "Trente ans au harem" (Paris, 1877)
- Les Imams et les derviches (Paris, 1881)
- Révélations sur l'assassinat d'Alexandre II (Genève, 1886)
- Les Russes en 1877-78 (guerre d'Orient) (Berlin, 1889)

en anglais
- "On the Koords", in Journal of the Ethnological Society of London, 1870, p. 175-181
- Wild life among the Koords (Londres, 1870)
- Sin and its victims : a tragedy in the East (Vienne, 1871, 1re version, confidentielle, de Les Anglais en Orient)
- The Conquest of the world by the Jews : an historical and ethnical essay by Major Osman Bey, revised and translated by F. W. Mathias (St. Louis, 1878)

en italien
- Il genio dell'islamismo (Turin, 1890)

en allemand
- Die Eroberung der Welt durch die Juden : Versuch nach Geschichte und Gegenwart (Basel, 1873)
- Enthüllungen über die Ermordung Alexanders II (Berne, 1886)

## Dans la littérature
Osman Bey est un personnage du roman d'Umberto Eco, Le Cimetière de Prague.